# ダミアン・スティーブンズ
ダミアン・スティーブンズ（Damian Stevens、1995年6月2日 - ）は、メジャーリーグラグビー、ニューオーリンズ・ゴールドに所属するラグビーユニオン選手。

## プロフィール
- ナミビア・ウォルビスベイ出身。
- ポジションはスクラムハーフ(SH)、ウィング(WTB)。
- 身長 175cm、体重 82kg
- U20ナミビア代表に選ばれたことがある[1]。
- ナミビア代表キャップは39（2025年3月現在）でワールドカップ2015・2019・2023のナミビア代表に選ばれた[2][3]。

## 略歴
ウェスタン・プロヴィンス、シャークス、グリクアズ、ボーランド・カヴァリアーズ、シャークス、オリンピア・ライオンスを経て、2021年、ニューオーリンズ・ゴールドに加入。